# Jed Lowrie
Jed Carlson Lowrie (Salem, 17 aprile 1984) è un giocatore di baseball statunitense, seconda base per gli Oakland Athletics della Major League Baseball.

## Gli inizi
Lowrie è nato il 17 aprile 1984 a Salem nell'Oregon. Frequentò la North Salem High School nella sua città natale e successivamente sii iscrisse all'università di Stanford di Palo Alto, in California. Nel 2004 giocò con i Cardinal, la squadra di baseball universitaria della Stanford University. Nel 2004 partecipò con la nazionale statunitense al campionato mondiale di baseball universitario conquistando la medaglia d'oro.

## Carriera

### Minor League (MiLB)
Lowrie fu scelto nel primo turno, come quarantacinquesima scelta assoluta dai Boston Red Sox nel draft 2005. Passò la stagione 2005 in A- con i Lowell Spinners, la stagione 2006 in A+ con i Wilmington Blue Rocks, e la stagione 2007 tra la AA e la AAA prima con i Portland Sea Dogs e poi con i Pawtucket Red Sox.

### Major League (MLB)
Debuttò nella MLB il 15 aprile 2008 al Progressive Field di Cleveland, contro i Cleveland Indians. Batté il suo primo fuoricampo di major league contro i Twins al Metrodome di Minneapolis.
Il 14 dicembre 2011, Lowrie fu scambiato dai Red Sox assieme a Kyle Weiland con gli Houston Astros in cambio del lanciatore di rilievo Mark Melancon.
Il 4 febbraio 2013 gli Astros scambiarono Lowrie e Fernando Rodriguez con gli Oakland Athletics in cambio di Chris Carter, Brad Peacock, and Max Stassi. Lo scambio lo riunì con l'ex compagno di squadra nei Red Sox, Josh Reddick.
Il 15 dicembre 2014 gli Astros annunciarono di aver sottoscritto un contratto di tre anni con Lowrie, con un'opzione di un anno per la stagione 2018. Il contratto aveva un valore di 28 milioni. Tuttavia la permanenza di Lowrie negli Astros durò meno di anno.
Il 25 novembre 2015, Lowrie fu scambiato nuovamente con agli Athletics in cambio del lanciatore di minor league Brendan McCurry. Dopo l'acquisto degli A's dell'interbase Marcus Semien, proveniente dai White Sox, Lowrie si trasferì in seconda base. La sua stagione 2015 fu minata da numerosi infortuni, che gli permisero di partecipare a sole 69 partite. Nel 2017 Lowrie stabilì un nuovo record di franchigia per il maggior numero di doppi in una stagione con 49. Divenne free agent dopo la conclusione della stagione 2018.
Il 16 gennaio 2019, Lowrie firmò un contratto biennale con i New York Mets. Saltò la stagione 2020, a causa di un infortunio al ginocchio sinistro e divenne free agent al termine della stagione.
Il 10 febbraio 2021, Lowrie firmò un contratto di minor league con gli Oakland Athletics con un invito incluso per lo Spring Training.

## Palmarès
- MLB All-Star: 1

2018